# Атрія
Атрія (Альфа Південного Трикутника, лат. α Trianguli Australis, скорочено α TrA) — найяскравіша зірка сузір'я Південного Трикутника, яка утворює одну з вершин трикутника разом з Бетою та Гаммою Південного Трикутника, завдяки чому сузір'я отримало свою назву.

## Номенклатура
α Південного Трикутника — зірка, яка входить у позначення Байєра. Історична назва Атріа є скороченням. У 2016 році Міжнародний Астрономічний Союз організував "Working Group on Star Names (Робоча Группа Зоряних Імен)" для каталогізації та стандартизації імен для зірок. Перший бюлетень WGSN у липні 2016-го вміщав таблицю перших двох партій імен, затверджених WGSN'ом; у тому числі ім'я Атріа у цієї зірки.
У традиційній китайській зоря називається 三角形三 (мандарин: sān jiǎo xín sān), що означає "Третя Зірка Трикутника".

## Властивості
Альфа Південного Трикутника — це яскрава гігантська зірка з видимою зоряною величиною +1.91. На основі вимірювань паралакса відомо, що ця зірка знаходиться на відстані біля 391 світлових років (120 парсек) від Землі. Передбачуваний вік зірки становить 48 мільйонів років, досить стара для масивної зірки, щоб розвиватися далеко від головної послідовності і перетворюватися у гіганта. ЇЇ маса приблизно в сім разів перевищує масу Сонця та її світність близько у 5500 разів вища за світність Сонця. Ефективної температури зірки становить близько 4,150 К, що надає їй характерний помаранчевий відтінок зірок спектрального класа K. З діаметром у 130 разів більший за сонячний, вона майже досягає орбіти Венери, якщо б її помістили у центрі Сонячної системи.
Є передумови того, що Атрія може виявитись подвійною зоряною системою. Вона показує незвичайні властивості для зірки свого класу, у тому числі зоряні спалахи, які перевищують норму викидів рентгенівського випромінювання. Це можна пояснити активністью молодого, магнітно-активного компаньйона приблизно G0 V спектрального класу. Така зірка буде мати масу, схожу на сонячну, з орбітальним періодом не менше 130 років. Молоді зірки G-класу мають високу температуру власної корони і часто випускають спалахі, викликаючи різке підвищення загальної світності. Пара може обертатись навколо один одного на відстані близько 50 астрономічних одиниць.

## У культурі
Атрія зображена на сучасному прапорі Бразилії, символізуючи штат Ріу-Гранді-ду-Сул.

## Зовнішні посилання
- Kaler, James B., АТРІЯ (Альфа Південного Трикутника), Зорі, Університет Іллінойсу, архів оригіналу за 5 грудня 2008, процитовано 2 грудня 2016(англ.)